# Toyooka (Nagano)
Toyooka (jap. 豊丘村 Toyooka-mura) – wieś w Japonii, na wyspie Honsiu, w prefekturze Nagano. Według danych na rok 2020 miejscowość zamieszkiwało 6 426 mieszkańców , a gęstość zaludnienia wyniosła 83,7 os./km².